# Neoniga costimacula
Neoniga costimacula är en fjärilsart som beskrevs av De Joan 1930. Neoniga costimacula ingår i släktet Neoniga och familjen trågspinnare. Inga underarter finns listade i Catalogue of Life.